# Rakuda Rock
Der Rakuda Rock (japanisch らくだ岩 Rakuda-iwa, deutsch ‚Kamelfelsen‘) ist ein 104 m hoher Felsvorsprung an der Kronprinz-Olav-Küste im ostantarktischen Königin-Maud-Land. Er ragt an der Westflanke der Mündung des Rakuda-Gletschers auf.
Kartografiert, fotografiert und benannt wurde er von Teilnehmern der von 1957 bis 1962 dauernden japanischen Antarktisexpedition. Das US-amerikanische Advisory Committee on Antarctic Names übertrug die japanische Benennung 1964 ins Englische.